# (4833) Mégès
(4833) Mégès, désignation internationale (4833) Meges, est un astéroïde troyen jovien.

## Description
(4833) Mégès est un astéroïde troyen jovien, camp grec, c'est-à-dire situé au point de Lagrange L4 du système Soleil-Jupiter. Il présente une orbite caractérisée par un demi-grand axe de 5,246 UA, une excentricité de 0,092 et une inclinaison de 34,7° par rapport à l'écliptique.
Il est nommé en référence au personnage de la mythologie grecque Mégès, acteur du conflit légendaire de la guerre de Troie.

## Compléments